# دایره موپتی
دایره موپتی (به لاتین: Mopti Cercle) یک منطقهٔ مسکونی در مالی است که در استان موپتی واقع شده‌است. دایره موپتی ۷٬۲۶۲ کیلومتر مربع مساحت و ۳۶۸٬۵۱۲ نفر جمعیت دارد.